# Ferenc Keszthelyi
Ferenc Jeromos Keszthelyi OCist (* 16. März 1928 in Eger, Ungarn; † 6. Dezember 2010 in Vác) war ein ungarischer katholischer Ordensgeistlicher und Bischof von Vác.

## Leben
Ferenc Keszthelyi trat am 29. August 1946 der Ordensgemeinschaft der Zisterzienser bei. Er studierte von 1946 bis 1950 Theologie an der ordenseigenen Hochschule. Am 23. August 1950 legte er die Feierlichen Gelübde ab. Nach der Auflösung der religiösen Orden schloss er 1950 bis 1951 sein Studium am Priesterseminar in Székesfehérvár ab und empfing am 2. April 1951 die Priesterweihe.
Keszthelyi war von 1951 bis 1953 Kaplan in Nagytétény, von 1953 bis 1960 in Budafok und von 1960 bis 1962 in Remetekertváros in 2. Bezirk von Budapest. In Tárnokliget war er von 1962 bis 1965 Vikar und ab 1965 Pfarradministrator sowie Pfarrer ab 1967. 1974 wechselte er in die Pfarrei in Nagytétény.
Papst Johannes Paul II. ernannte Keszthelyi 1992 zum Bischof von Vác. Die Bischofsweihe spendete ihm am 21. März 1992 der Erzbischof von Esztergom, László Kardinal Paskai OFM; Mitkonsekratoren waren István Seregély, Erzbischof von Eger, und Izidor István Marosi, Altbischof von Vác.
Seinem altersbedingten Ruhestandsgesuch gab Papst Johannes Paul II. 2003 statt.